# Patellapis platti
Patellapis platti är en biart som först beskrevs av Cockerell 1937.  Patellapis platti ingår i släktet Patellapis och familjen vägbin. Inga underarter finns listade i Catalogue of Life.